# HD 126251
HD 126251，又名BD-11 3736，SAO 158550、HR 5393，是一颗恒星，视星等为6.49，位于銀經336.23，銀緯45.09，其B1900.0坐标为赤經14h 19m 18.2s，赤緯-11° 45.09′ 56″。